# Пашаев, Мир Джалал
Мир Джалал Али оглы Пашаев (азерб. Mir Cəlal Əli oğlu Paşayev; 26 апреля 1908 — 28 сентября 1978) — азербайджанский писатель, учёный-литературовед, доктор филологических наук (1947), профессор (1948), заслуженный деятель науки Азербайджанской ССР (1969). Автор сатирико-юмористических произведений, романов, новелл, литературный критик.

## Биография
Родился в 1908 году вблизи Ардебиля в крестьянской семье. Позднее семья переехала в город Гянджа (в то время центр Елизаветпольской губернии Российской империи). Отец умер в 1918 году, и Мир Джалал жил на попечении старшего брата. В 1918—1919 годах при помощи благотворительного общества он получил начальное образование. В 1923 году поступил в педагогический техникум в Гяндже, который окончил в 1928 году. Некоторое время преподавал в школах в городах Гяндже и Кедабеке.
В 1930 году поступил на литературное отделение Восточно-педагогического института в город Казань (Автономная Татарская ССР, РСФСР). По возвращении в Азербайджан поступил в аспирантуру Азербайджанского государственного научно-исследовательского института в Баку.
С 1933 года до конца жизни занимался преподавательской деятельностью как профессор, заведующий кафедрой истории азербайджанской литературы Азербайджанского государственного университета.
В 1940 году Пашаев защитил кандидатскую диссертацию на тему «Поэтические особенности поэзии Физули».
В 1947 году защитил докторскую диссертацию на тему «Литературные школы Азербайджана».
В 1920—1940-х годах жил в доме №18 на Малой Крепостной улице в Старом городе Баку.
Отец академика Национальной академии наук Азербайджана А. М. Пашаева; дед М. А. Алиевой — вице-президента Азербайджана, жены президента Азербайджана И. Г. Алиева.

## Творчество
В современной азербайджанской литературе М. Пашаеву принадлежит почётное место. Он является автором около 50 художественных, научных и публицистических произведений, более 500 статей-рецензий и других научно-теоретических трудов и учебников.
Его рассказам «Воришка огорода», «Доктор Джинаятов», «Использование», «Сваты вернулись», «После плова», «Анкет Анкетов», «Заграничная болезнь», «Мирза Шафи», «Биография Мохлетова», «Банкет друга» и другим свойственен неповторимый сатирический стиль. В них отображена борьба нового со старым, человеческие чувства, патриотизм, уважение и любовь к родителям. Интересны комические ситуации, порой сознательно воспроизведенные в рассказах, на первый взгляд кажущиеся даже убедительными.
Романы писателя: «Воскресший человек», «Манифест молодого человека», «Открытая книга», «Сверстники», «Новый город», «Куда держим путь?». В каждом из них автор прослеживает судьбу нескольких героев, раскрывает их индивидуальную психологию, убедительными, запоминающимися штрихами рисует внутренний психологический мир.
В 1958 году опубликовал монографию «Мастерство Физули».
В январе 2024 года книга «Мастерство Физули» была переведена на немецкий язык.
М. Пашаевым написаны десятки статей и очерков, такие, как «На путях перестройки», «Манифест новой поэзии» о С. Вургуне, «Роман больших проблем» о романе М. С. Ордубади «Табриз туманный». Статьи об А. Ахвердове, С. Рустаме, Э. Мамедханлы, А. Джамиле явились новым словом в азербайджанском литературоведении.

### Фильмография
1. Одна семья  (1943)
2. Два чужих человека (по мотивам произведения Семья Кямтаровых) (2017)[3]
3. Покоритель трех вершин (2008)

## Ордена, медали и премии
- Орден Октябрьской Революции
- Орден Трудового Красного Знамени
- Орден «Знак Почёта»
- Медаль «За оборону Кавказа»
- Медаль «За доблестный труд в Великой Отечественной войне 1941—1945 гг.»
- Премия Ленинского комсомола

## Память
- С 2007 года в Гяндже действует дом-музей Мир Джалала Пашаева[4]
- Школа № 39 г. Гянджа носит имя писателя[5]
- Один из сухогрузов, построенных для Азербайджана, носит имя Мир Джалала Пашаева[6]
- С 2017 года в Баку функционирует музей «Дом-литератора»[7]
- Одна из улиц Баку называется «Мир Джалал»[8]
- Одна из улиц г. Гянджа носит имя Мир Джалала Пашаева[9]
- Выпущена почтовая марка, посвящённая 100-летию Мир Джалала Пашаева[10]

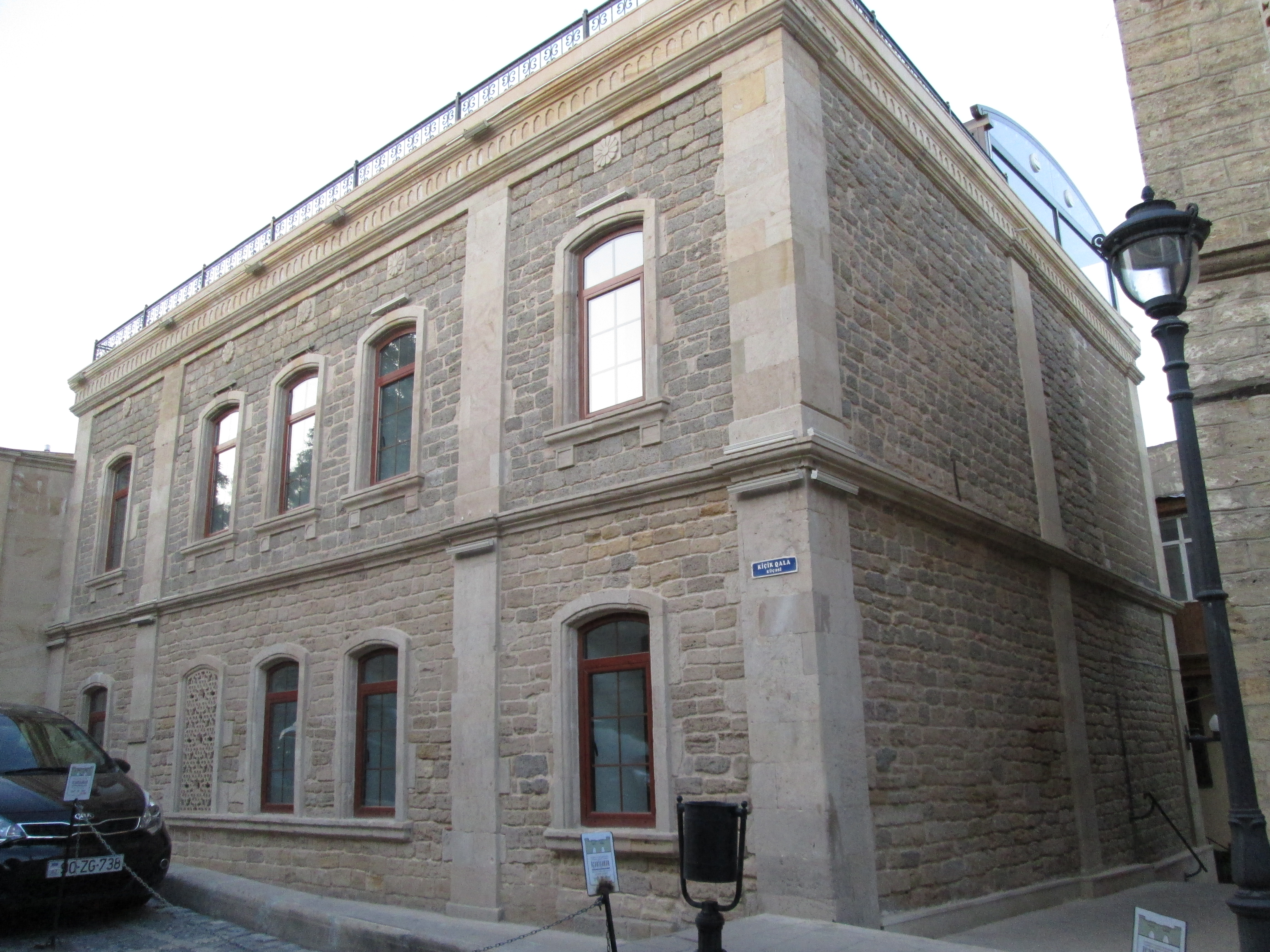
улица Кичик Гала, 18
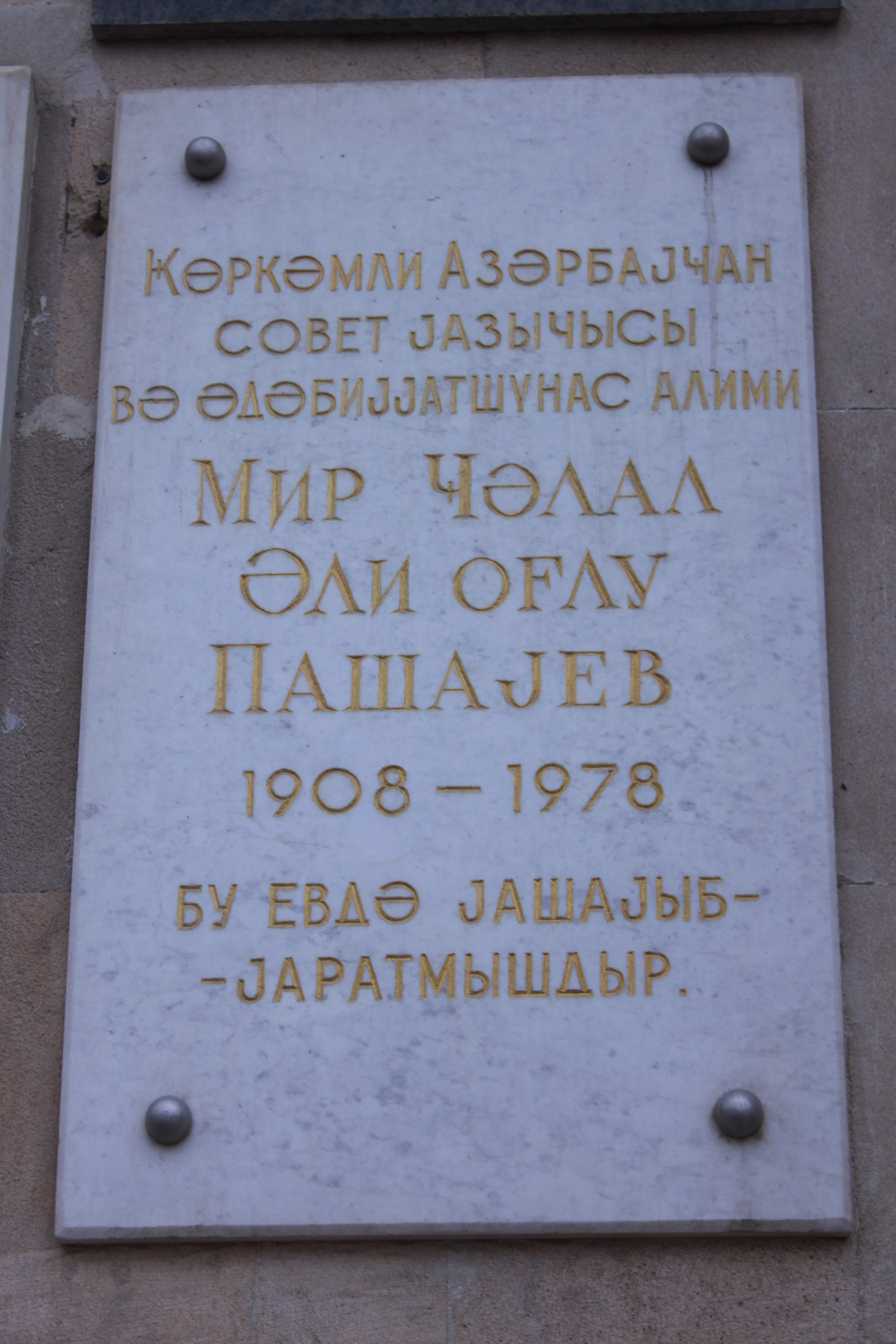
Мемориальная доска на стене дома, где жил М. Пашаев в Баку («Жилой дом учёных»)